# HD 139798
HD 139798，又名BD+47 2253，SAO 45650、HR 5830，是一颗恒星，视星等为5.75，位于銀經75.32，銀緯51.93，其B1900.0坐标为赤經15h 35m 4s，赤緯+47° 51.93′ 38″。